# 火燒牛稠
火燒牛稠，是臺灣雲林縣臺西鄉的一個傳統地域名稱，位於該鄉東北部。相較於今日行政區，其範圍大致包括富琦村東北部、和豐村東部，以及東勢鄉四美村西北端凸出部分的西北半部。

## 歷史
台灣清治末期，火燒牛稠地區為一（舊制）街庄，稱為「火燒牛稠庄」，隸屬於海豐堡。該庄北隔新虎尾溪與麥藔庄為鄰，東與番仔藔庄為鄰，南邊為下許厝藔庄、普令厝庄，西邊為崙仔頂庄、新興庄、蚊港庄。
1901年（日治明治三十四年）11月，全台廢縣廳改設二十廳，該庄隸屬於斗六廳。1903年（明治三十六年）6月，該庄編入「東勢厝區」，仍隸屬於斗六廳。1909年（明治四十二年）10月，合併二十廳為十二廳，東勢厝區改隸屬於嘉義廳。1920年（大正九年），全台地方制度大改正，廢十二廳改設五州二廳，該庄改制為「火燒牛稠」大字，隸屬於臺南州虎尾郡（新制）海口庄。
戰後海口庄改制為海口鄉，隸屬於臺南縣，大字亦改制為村。1946年9月，海口鄉拆分為臺西、東勢兩鄉，本地區隸屬於臺西鄉。1950年9月，雲、嘉、南分治，臺西鄉改隸屬於雲林縣。

## 聚落
本地區發展較早的聚落有火燒牛稠、湖仔內等，在日治期初期的官方地圖上已有記載。

## 交通
省道台61線又稱「西部濱海快速公路」，是新北市八里區至臺南市安南區的快速公路，尚未全線通車。南區路段大致以東向西轉東北微東—西南微西走向經過本地區北部。該道路在此地帶屬高架路段，在本地區境內湖仔內聚落北郊省道台17線路口暨鄉道雲117線起點路口設有湖仔內交流道。由此可快速前往台灣西海岸的南北各地。
省道台17線（崙豐路）又稱「西部濱海公路」，是臺中市清水區甲南至屏東縣枋寮鄉水底寮的幹道，大致以東北微東—西南微西走向經過本地區，並自本地區境內湖仔內聚落北郊鄉道雲117線路口的湖仔內交流道起，與省道台61線（高架道路）併行而成為其兩側平面車道。由該道路向東北微東出境後轉東經大彎道繞過麥寮市區後轉北北東可前往大城鄉、芳苑鄉、福興鄉、鹿港鎮等地；向西南微西可前往臺西鄉市區、四湖鄉、口湖鄉、東石鄉等地。
縣道158甲線（和平路）是台西鄉崙子頂（崙豐）至竹山鎮桶頭的道路，大致以西向東經過本地區中央略偏南地帶。由該道路向西可前往崙子頂聚落東郊並止於省道台17線路口（並行的省道台61線高架道路下）；向東可前往東勢鄉、褒忠鄉、土庫鎮、虎尾鎮南端、斗南鎮、古坑鄉、竹山鎮等地。
鄉道雲114線是蚊港至湖仔內的道路，其東側端點（終點）位於本地區湖子內聚落南側的鄉道雲117線路口。由此向西北轉北蜿蜒而行，其後轉西北西出聚落，續行出境後可前往新興地區的頂新興聚落、蚊港並止於鄉道雲3線路口。
鄉道雲116線是南公館至火燒牛稠的道路，其東側端點（終點）位於本地區南部火燒牛稠聚落北北東郊的鄉道雲117線路口。由此向西北微西出境後可前往新興地區的下新興聚落、崙子頂（崙豐）地區北部的南公館聚落並止於鄉道雲3線路口。
鄉道雲117線是湖仔內至火燒牛稠的道路，其北側端點（起點）位於本地區北部湖子內聚落東北郊的省道台17線路口（省道台61線高架道路下）。由此向南南西可前往湖子內聚落、火燒牛稠聚落並止於縣道158甲線路口；途中先後經過鄉道雲114線、雲116線終點路口。